# Seriefestivalen i Angoulême
Seriefestivalen i Angoulême (franska: Festival international de la bande dessinée d'Angoulême) är sedan 1974 en mässa för tecknade serier som hålls årligen i januari i Angoulême, Frankrike. Med runt 200 000 besökare varje år är det den största seriemässan i Europa (i konkurrens med den italienska Lucca Comics & Games) och den främsta i den franskspråkiga världen.
Bland pris som delas ut under mässan finns Grand prix de la ville d'Angoulême, för ett livsverk inom seriekonsten, och Fauve d'Or för bästa album utgivet på franska under föregående år.

## Beskrivning och historik

### Översikt
Festivalen har sedan 1974 arrangerats i Angoulême i västra Frankrike. Festivalen arrangeras från sista torsdagen i januari månad till söndag fyra dagar senare, även om utställningar och kringaktiviteter ofta är utspridda över en längre period. Angoulème är annars mest känt för sin jazzfestival och för att man ligger i en vinproducerande region (grannstaden tre mil västerut heter Cognac). Festivalen kom till i början av 1970-talet, då Angoulême upplevt en industrinedgång med ett antal nedläggningar. Efter en tvåveckors serieutställning 1972 inleddes kontakter mellan folk inom seriebranschen och kommunen om möjligheterna till en årlig festival i staden. Den första festivalen 1974 fick namnet Salon international de la bande dessinée d'Angoulême, vilket sedan 1996 bytts ut mot Festival (…)
Sedan starten har festivalen utvecklats till Frankrikes mest omfattande och välbesökta festival och branschevenemang. Varje år i slutet av januari kommer runt 100 000 besökare till staden, inklusive Frankrikes alla serieförlag och en del förlag från andra länder. Diverse utställningar, debatter och prisutdelningar äger rum, samtidigt som förlagen säljer nyutgivna album till album, marknadsförda genom att deras kända serieskapare finns på plats för signeringar eller dedikationsteckningar. En sektion av festivalen är ägnad åt försäljning av utgivningsrättigheter, där Frankrike med sin stora utgivning lockar utländska förläggare att på plats diskutera rättigheter till översättningar.

### Festivallokaler

En av Angoulêmes serierelaterat målade husfasader, i det här fallet i en trompe l'œil-teknik.

I Angoulême sker "marknaden" med försäljning och rättighetsdiskussioner i ett antal stora provisoriska tältpaviljonger. Dessa är i regel uppsatta på flera platser i centrala delarna av staden – oftast kring Place New York (väster om rådhuset) och Place du Champs-de-Mars (stadens största torg i anslutning till bussterminalen och saluhallen). Däremellan löper ett långt stråk, delvis bestående av gågator som numera fått namn efter kända serieskapare – Rue Hergé och Rue Goscinny.
Utställningar och debatter äger i regel rum i fasta byggnader runt i staden. Det inkluderar rådhuset, konstmuseet, saluhallen, kulturhuset och stadsmuseet. Den stora prisutdelningen har ofta skett på stadsteatern.
Sedan tidigt 1990-tal äger en stor del av evenemangen rum strax nordväst om stadskärnan, vid båda sidor om floden Charente. Där invigdes 1990 CNBD (senare benämnt CNBDI – Centre National de la Bande Dessinée et de l'Image = 'Det nationella serie- och bildcentret'), i ett före detta bryggeri som för ändamålet byggdes om med mer anpassade utställnings- och utbildningslokaler. Dessutom konstruerade arkitekten Roland Castro under byggtiden 1985–90 en futuristisk och välvd glasfasad längs med ena sidan av byggnadskomplexet. Centret var från början inriktat mot både serie- och allmän bildproduktion, och både serie- och animationsutbildning har under åren arrangerats på orten. Genom en organisationsändring bytte serie- och bildcentret 2008 namn till Cité internationale de la bande dessinée et de l'image (Internationella  serie- och bildstaden), och numera inkluderar detta även byggnader på andra sidan floden där man 2009 invigde Musée de la Bande dessinée ('Seriemuseet').
Festivalen lockar årligen cirka 200 000 besökare, varav mellan 6 000 och 7 000 branschfolk och ungefär 800 journalister.

### Stadsbilden
Småstaden Angoulême har under åren slagit mynt av sin nyvunna ryktbarhet med koppling till bildmedier. Under festivalen är affischtavlor och annan skyltning full med serierelaterat material, och dessutom finns ett antal permanent målade husväggar med serieanknytning.

## År för år[1]

### 1970-talet
- 1974 – Första upplagan. Serieskaparen Alain Saint-Ogan lät sin seriepingvin Alfred (från serien Zig et Puce) bli festivalens maskot. 10 000 besökare kom. Festivalen inrymdes i stadsmuseet.
- 1975 – Första bygget av provisoriska mässpaviljonger.
- 1976 – Arrangörerna siktade på 40 000 besökare.
- 1977 – Stor Hergé-utställning. Snö (ovanligt i sydvästra Frankrike) drabbade staden på lördagen, efter att kraftiga vindar dessförinnan slitit sönder tältdukar.
- 1978 – Den nye borgmästaren Jean-Michel Boucheron började engagera sig.
- 1979 – Marijac fick som den siste av de klassiska franska serieskaparna stadens stora pris.

### 1980-talet
- 1980 – En liten dagstidning, BD Bulletin, trycktes under festivalen.
- 1981 – Festivalens tema var "ljudrummet i den tecknade serien", och Gastons "elefantofon" syntes på festivalaffischen.
- 1982 – Festivalens ökade anseende märktes genom att nyhetsjournalister från TV var på plats, liksom två nyvalda franska ministrar.
- 1983 – I kulisserna planerade franska kulturministeriet stadens kommande seriecenter, dit landets pliktexemplar av tecknade serier skulle skickas. På Stade d'Angoulême debuterade "serielaget" Mickson BD Football Club i en fotbollsmatch.
- 1984 – Det ett tunnland stora paviljongkomplexet på Place du Champs-de-Mars byggdes upp för första gången.
- 1985 – President François Mitterrand och hans kulturminister Jack Lang besökte festivalen.
- 1986 – Det nya manusförfattarpriset Prix René Goscinny debuterade. Prisutdelningen ägde rum på ett lokalt diskotek, och direktsändningen på TV-kanalen France 3 fungerade inte.
- 1987 – Angoulême drabbades av ett hårt vinterväder. Som ett tecken på att festivalen inte kunde växa för evigt uteblev Dupiuis, ett av de stora förlagen. TV-sändningarna fungerade dock.
- 1988 – Inför festivalen gav franska postverket en serie serierelaterade frimärken.
- 1989 – Festivalgrundaren lämnade arrangemanget för att organisera (den kortlivade) seriefestivalen i Grenoble. Samtidigt ersattes "Alfred" som prisstatyett av "l'Alph-Art", efter Hergés oavslutade Alfabetskonsten.

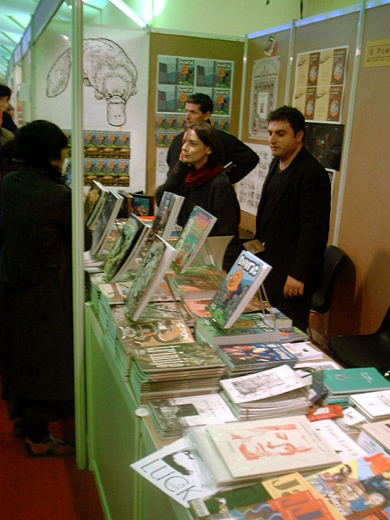
2003 års mässmonter från förlaget 6 pieds sous terre.

### 1990-talet
- 1990 – Juryn för Skolpriset tog inför årets festivalupplaga emot 25 600 seriesidor. Avdelningen för internationella utgivningsrättigheter etablerades för första gången. Seriecentret invigdes.
- 1991 – Japanska serier och förlag syntes ordentligt på festivalen för första gången.
- 1992 – Festivalpresidenten Marcel Gotlib invigde sin stora utställning genom att avsmaka en tallrik broccoli.
- 1993 – Den tyska seriekonsten presenterades via utställningar och föredrag.
- 1994 – Bland alla serieutställningarna fanns en betitlad Trans-Europe BD (med kvinnliga europeiska serieskapare) och en med namnet Anges et Démons (om himmel/helvete i serieform).
- 1995 – Ett antal italienska serieskapare var hedersgäster.
- 1996 – Arrangemanget bytte namn från Salon international de la bande dessinée d'Angoulême till Festival (…).
- 1997 – Utställningen Sur les traces d’André Juillard ('I André Juillards fotspår') inspirerade stadens företagare till att klä upp staden i en historisk serieskrud. 1996 års Stora priset-vinnare Juillard är känd för sina historiska serier.
- 1998 – Den portugisiska seriekonsten var årets hedersgäst.
- 1999 – En särskild satsning gjordes på den stora seriepubliken och ungdomar. Juryordförande François Boucq gjorde om stadens centrala gågata enligt ledorden "Le Festival dont vous êtes le héros" ('Festivalen där du är hjälten').

### 2000-talet
- 2000 – Multimedia-inslaget växte på festivalen, inklusive en presentation av webbserier. Florence Cestac mottog som första kvinna Staden Angoulêmes stora pris.
- 2001 – Schweiz och Afrika var inbjudna hedersgäster. Även Japan hade en stor närvaro.
- 2002 – USA presenterades via förlag och inbjudna serieskapare.
- 2003 – Koreanska tecknade serier presenterades, och det digital diskussionsforumet "Rencontres internationales" invigdes.
- 2004 – Under festivalen hade en teaterpjäs baserad på Will Eisners verk premiär.
- 2005 – Den asiatiska seriekonsten fick det här året en fast avdelning under titeln l'Espace Manga. Den blandkonstnärliga scenkonsten Concerts de dessins debuterade.
- 2006 – Finska tecknade serier presenterades på festivalen.
- 2007 – Franska scenkonstnären Brigitte Fontaine presenterade en föreställning bildsatt av tecknaren Blutch.
- 2008 – Kinesiska serier fick en stor presentation. Le Fauve ('Vildjuret'), tecknat av Lewis Trondheim, gjorde debut som festivalmaskot.
- 2009 – Flamländska serier presenterades, liksom den sydafrikanska tidningen Bittercomix. Festivalen introducerade webb-TV-sändningar.

### 2010-talet
- 2010 – Ryska tecknade serier presenterades, genom ett samarbetsprojekt med seriefestivalen i Sankt Petersburg.
- 2011 – Presentation av serier från Hongkong och den nya franskspråkiga belgiska seriekonsten.

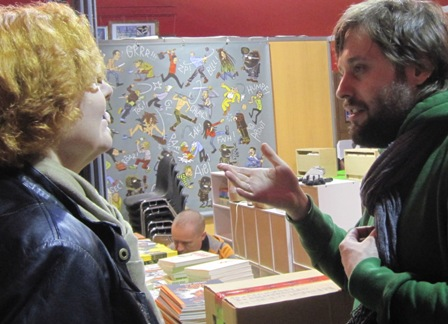
Svenska och ryska serier har på senare år synts allt mer på festivalen. På bilden Kristiina Kolehmainen (Serieteket) och Dima Jakovlev (Sankt Petersburgs seriefestival).

- 2012 – Serier från Sverige, Spanien och Taiwan presenterades. Den stora Art Spiegelman-utställningen vandrade efter festivalen vidare på en internationell turné.
- 2013 – Den 40:e festivalen lockade knappt 220 000 besökare. Utställningar och evenemang ägnades åt tre serieveteraner: Albert Uderzo (nytt Asterix-album på gång), Didier Comès (en belgisk ålderman inom svart-vita dramaserier) och Leiji Matsumoto (i Frankrike mest känd för Capitaine Albator, det vill säga Captain Harlock)[7]
- 2014 – Jacques Tardi och ett 80-tal andra serieskapare undertecknade ett protestbrev mot företaget SodaStreams medverkan som delsponsor av festivalen. Orsaken var att SodaStreams största produktionsanläggning låg på ockuperad mark i Gazaremsan.[8]
- 2015 – Bill Watterson, fjolårets mottagare av Stora priset, tecknade inför festivalen en av sina numera mycket fåtaliga serier.[9]
- 2016 – Att inga kvinnor nominerades till festivalens stora pris blev uppmärksammat.[10][11] Efter flera dagars häftiga diskussioner[12] kompletterades listan över de nominerade med sex kvinnor, vilket gav en total lista på 30 namn.[13] Fler märkliga missar i organisationen ledde till ett upprop från ett antal förlag om att bojkotta det kommande årets festival, ifall inget gjordes åt bristerna.[14]
- 2017 – På festivalen fanns en stor utställning ägnad åt Linda & Valentin (aktuell som spelfilm i regi av Luc Besson).[15] Fjolårets hot om förlagsbojkott blev inte av, men besökarantalet minskade 6–10 procent.[16]
- 2018 – Nomineringslistor inför festivalen innehöll många albumutgåvor på mindre förlag. 14 av 70 (motsvarande 20 procent) var av kvinnor, vilket noterades som att den franska seriebranschen ännu inte var särskilt könsutjämnad.[17]
- 2019 – Den nordiska närvaron på festivalen var fortsatt stark och delvis organiserad av svenska Seriefrämjandet.[6] 80-årsjubilerande Batman var "hedersgäst" detta år.[18]

## Festivalens priser
Festivalen huvudpris heter Grand prix de la ville d'Angoulême. Det delas sedan starten ut för en serieskapares samlade verk. Grand prix-vinnaren får också ansvaret för att teckna nästa års festivalaffisch samt presidera för det årets prisjury. Andra återkommande festivalpris listas nedan.
Det näst viktigaste priset är det för årets bästa seriealbum. Det har under årens lopp gått under olika namn: Meilleure œuvre (1976–78), Alfred du meilleur album (1981–88), Alph-Art du meilleur album (1989–2003) och prix du meilleur album (2004–07). Sedan 2008 har namnet varit Fauve d'or – prix du meilleur album ('Vilddjuret av guld – pris för bästa album').

### Lista över priser (2014)
- Grand prix de la ville d'Angoulême (priset för en serieskapares samlade verk)
- Fauve d’or – Prix du Meilleur Album (pris för årets bästa seriealbum)
- Fauve d’Angoulême – Prix Spécial du Jury (juryns specialpris)
- Fauve d’Angoulême – Prix de la Série (pris för en albumserie om minst tre album)
- Fauve d’Angoulême – Prix Révélation (debutantpris)
- Fauve d’Angoulême – Prix du Public Cultura (publikpris, framröstat bland album som förnominerats av bibliotekarier)
- Fauve d’Angoulême – Prix jeunesse (pris för bästa barn- eller ungdomsseriealbum, framröstat av en jury bestående av 8–12-åringar)
- Fauve d’Angoulême – Prix du patrimoine (pris för ett album som är del av seriehistorien)
- Fauve Polar SNCF (pris för bästa deckarseriealbum)
- Prix de la BD alternative (pris för bästa seriefanzin)[20]

## Bildgalleri

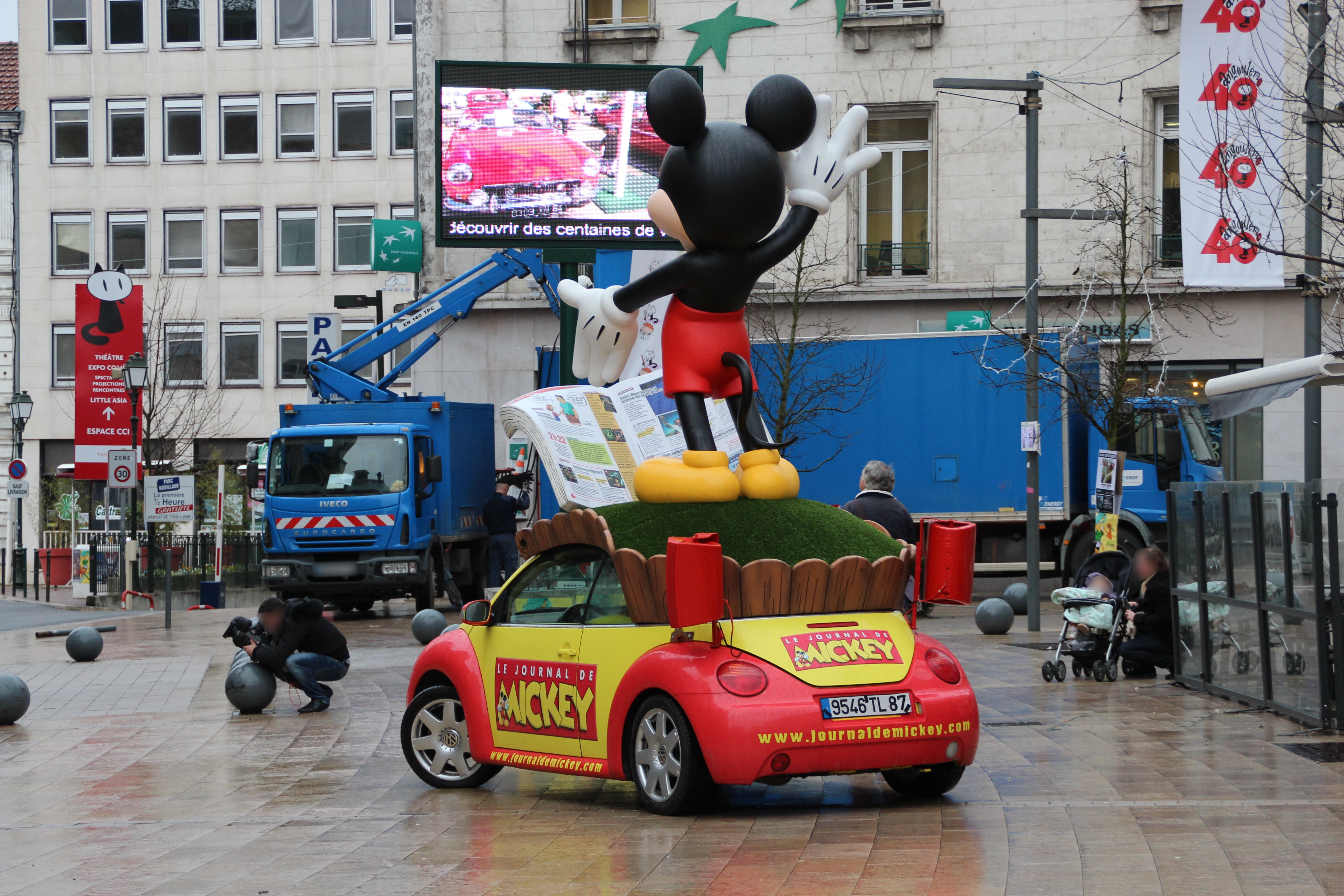
Festivalen präglar stadsbilden under en veckas tid.
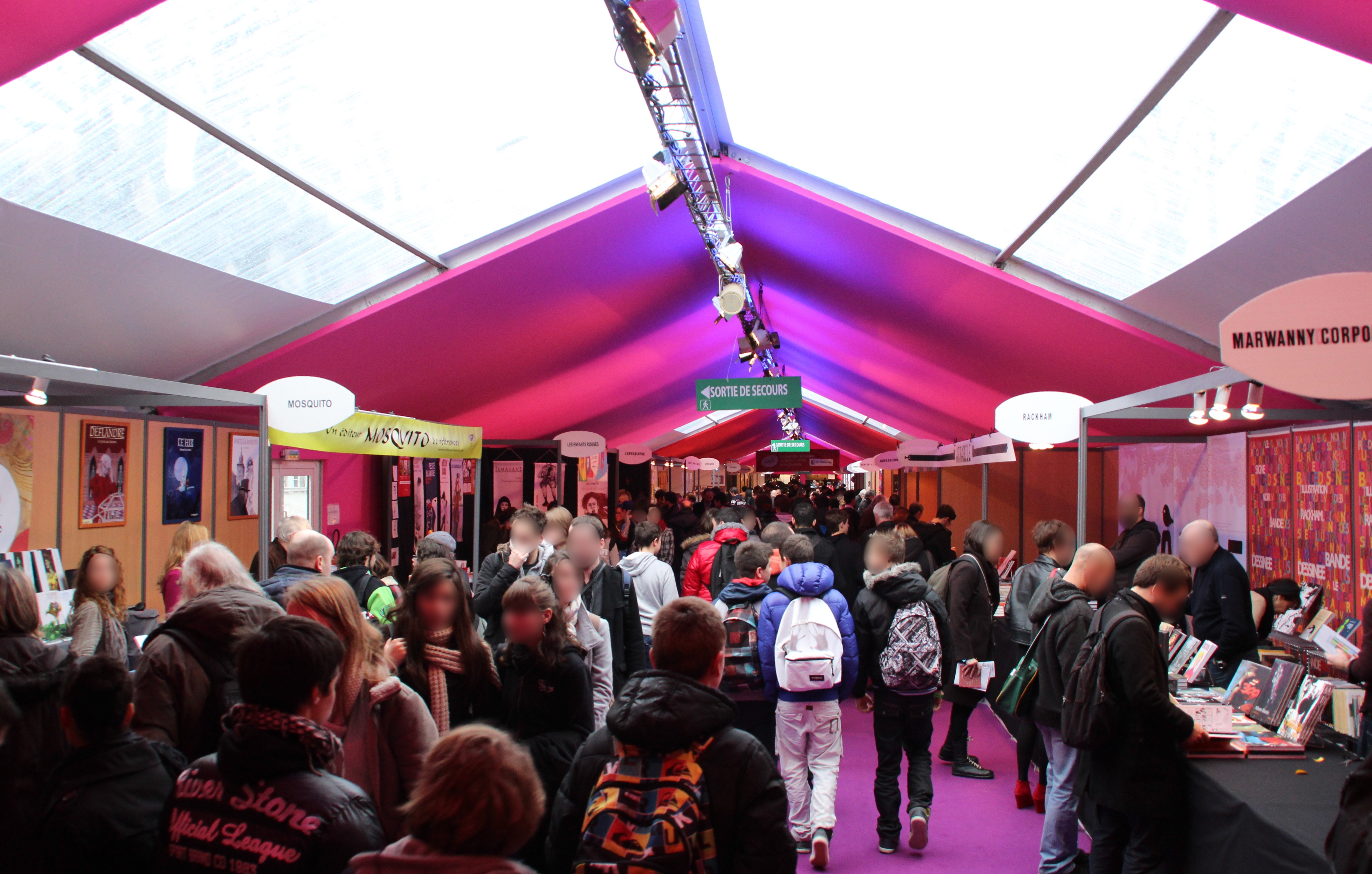
Marknadsdelen av festivalen inryms i ett antal stora tältpaviljonger.
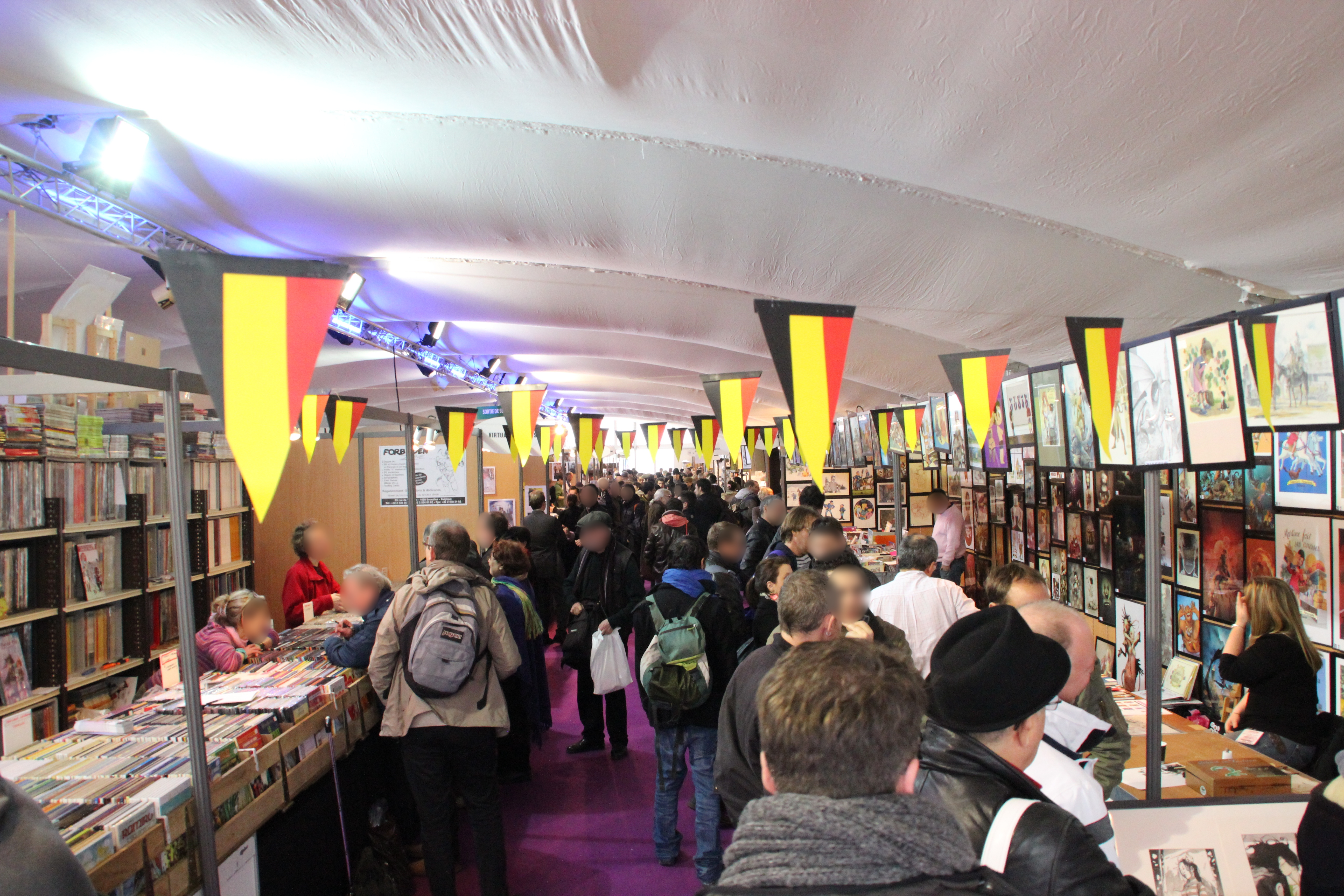
I vissa av paviljongerna samlas antikvariat och försäljare av serierelaterade produkter.
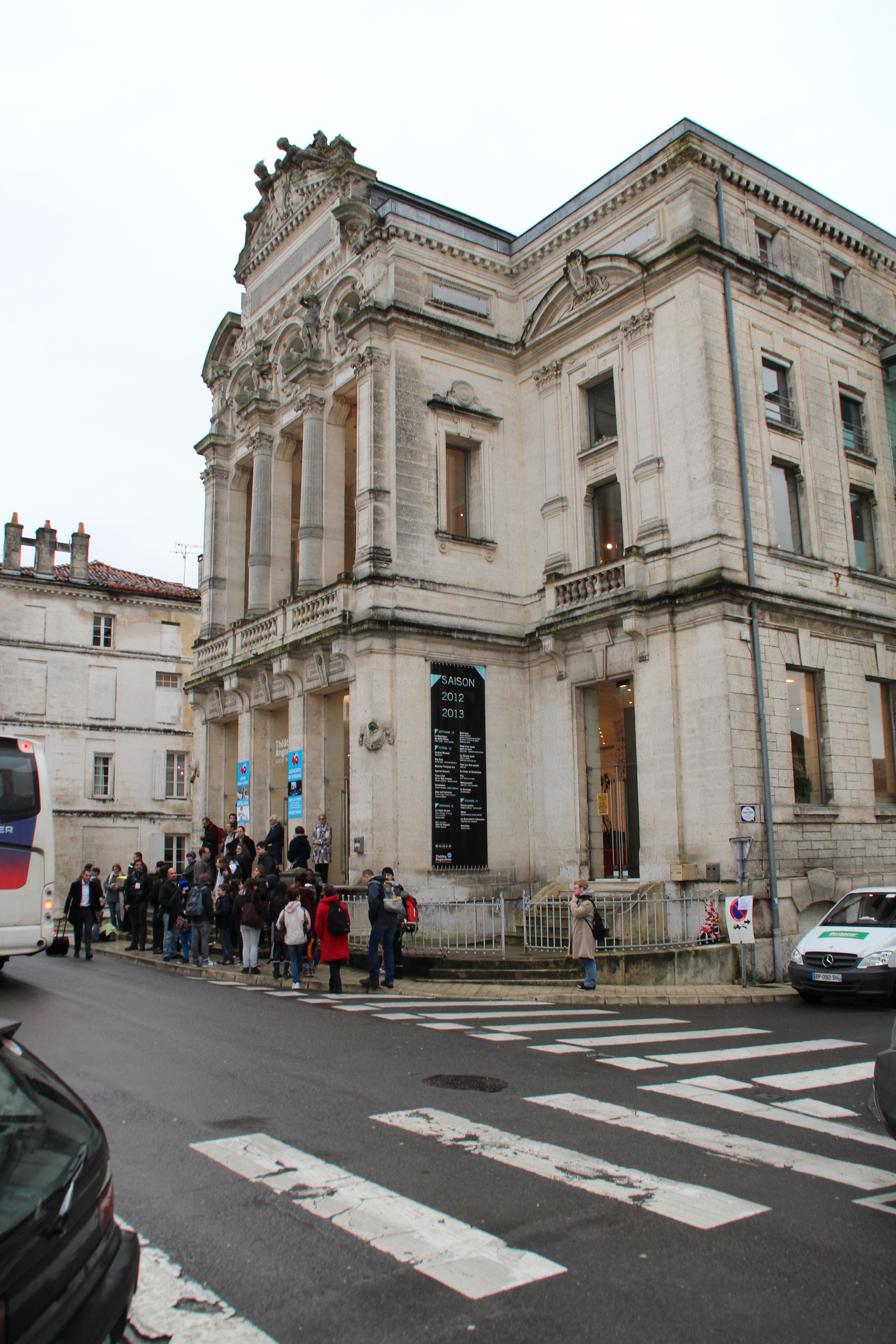
Prisen delas ofta ut på stadsteatern.
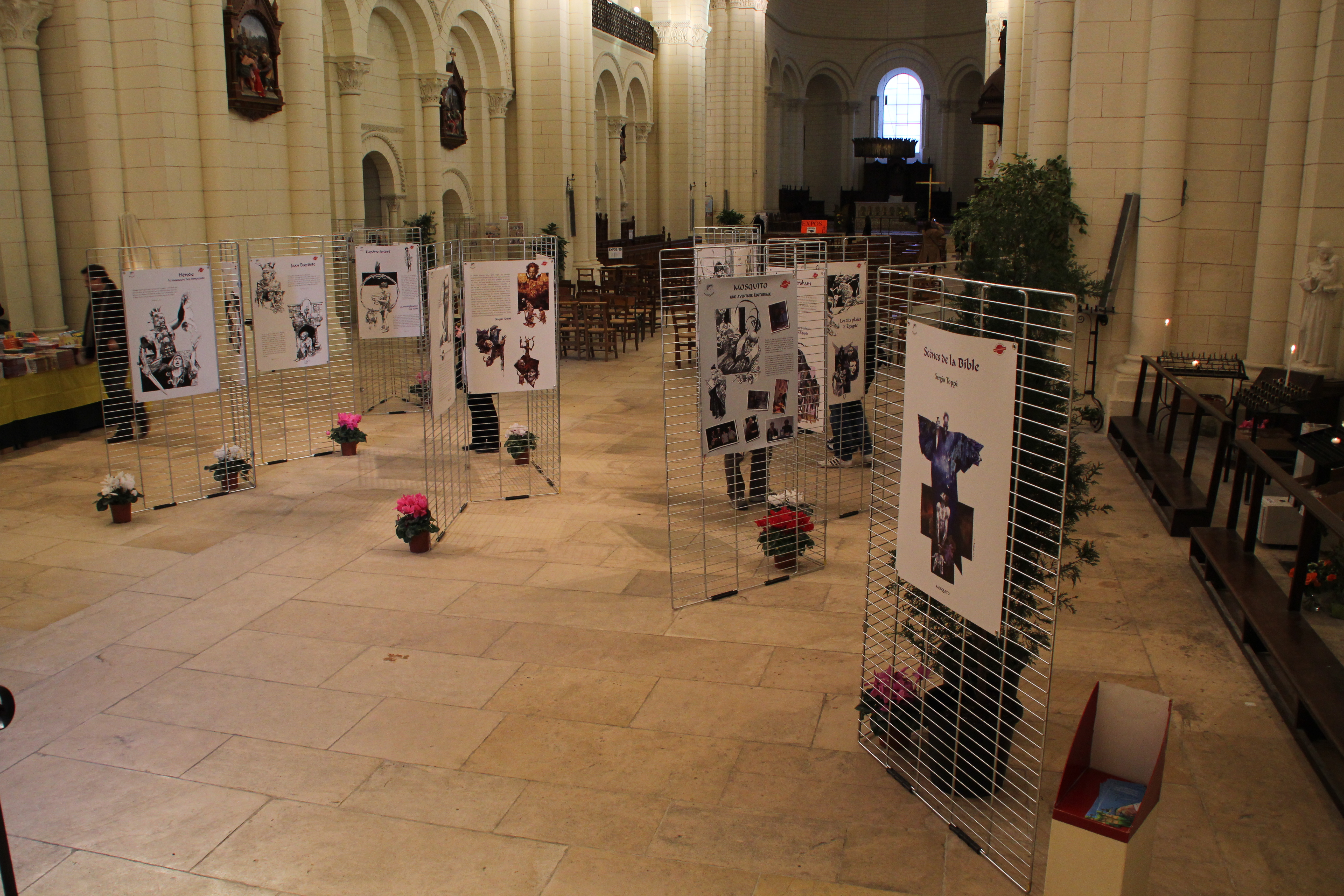
De många utställningarna är utspridda runt stan, som här i stadens katedral.
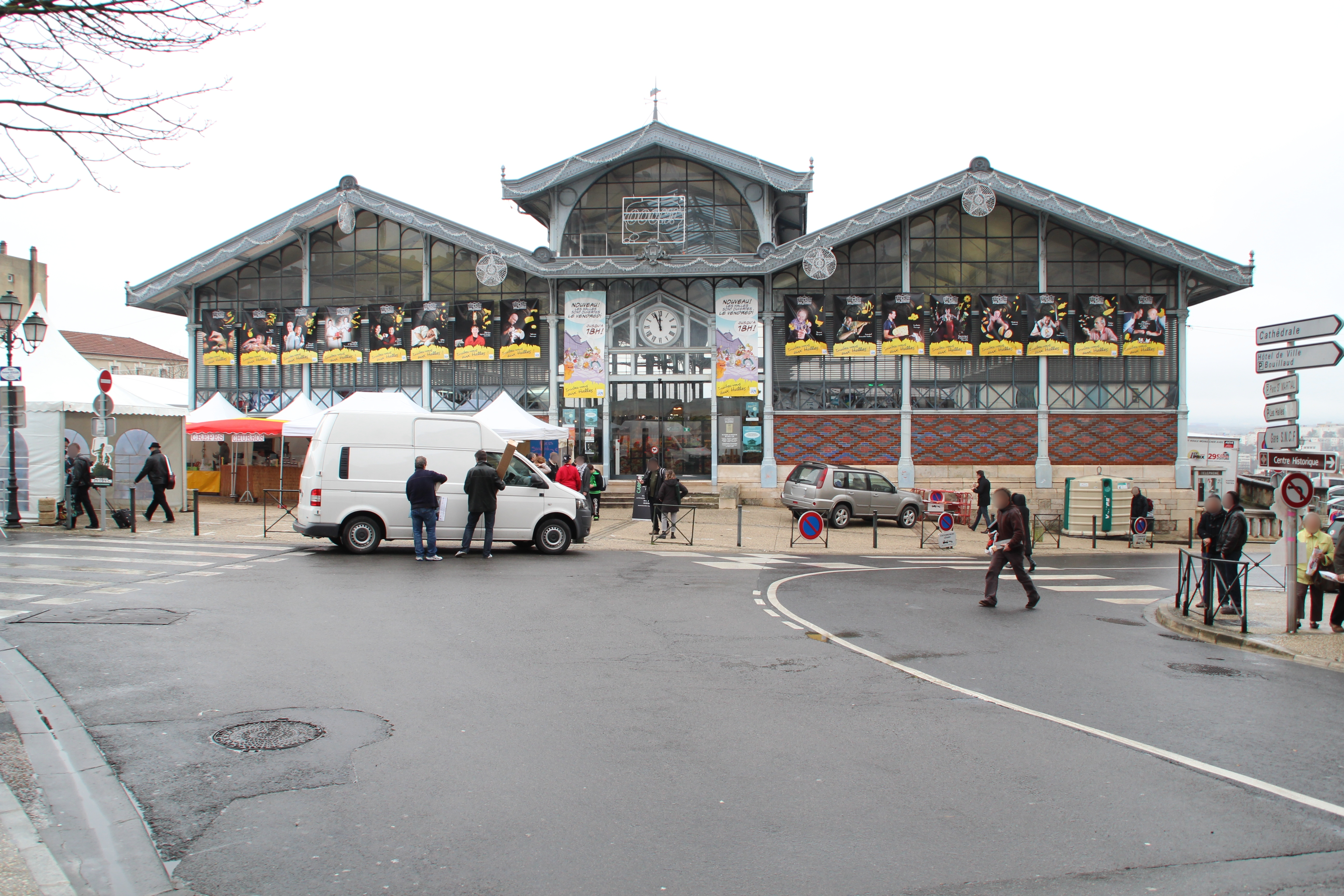
Även Angoulêmes saluhall används under festivalen.

## Källhänvisningar
1. 1 2 3 4 5 6  "L'histoire du festival". Arkiverad 21 april 2015 hämtat från the Wayback Machine. Bdangouleme.com. Läst 5 januari 2015. (franska)
2. ↑  "Angoulême 2014 : encore un très bon cru en terme de fréquentation". Francetvinfo.fr, 2014-02-04. Läst 5 januari 2015. (franska)
3. ↑  "La magia di Lucca Comics & Games batte tutti i record con 240 mila presenze". Arkiverad 30 december 2014 hämtat från the Wayback Machine. Loschermo.it, 2014-11-02. Läst 5 januari 2015. (italienska)
4. ↑  Delcroix, Olivier (30 januari 2012). ”Angoulême : la BD en pleine forme” (på franska). Le Figaro. http://www.lefigaro.fr/bd/2012/01/29/03014-20120129ARTFIG00159-angouleme-la-bd-en-pleine-forme.php. Läst 13 september 2012.
5. ↑  "Plan du festival". Bdangouleme.com. Läst 5 januari 2015. (franska)
6. 1 2  ”ANGOULÊME INTERNATIONAL COMICS FESTIVAL” (på engelska). Europe Comics. http://www.europecomics.com/events_cpt/angouleme-international-comics-festival/. Läst 18 november 2019.
7. ↑  Vertaldi, Aurélia/Delcroix, Olivier  (2013-02-04): "Festival d'Angoulême 2013 : les meilleurs moments". Lefigaro.fr. Läst 5 januari 2015. (franska)
8. ↑  Potet, Frédéric (2014-02-03): "Tardi en colère contre le Festival d'Angoulême". Lemonde.fr. Läst 5 januari 2015. (franska)
9. ↑  Rhodan, Maya (2014-11-05): "Bill Watterson Drew a New Comic, and It’s Really Funny". Time.com. Läst 5 januari 2015. (engelska)
10. ↑  Abel, Jessica (5 januari 2016). ”Un collectif dénonce le sexisme du Grand Prix d’Angoulême (...) - ActuaBD”. www.actuabd.com. https://www.actuabd.com/+Un-collectif-denonce-le-sexisme-du+. Läst 18 november 2019.
11. ↑  ”The Angouleme Festival loves Women... But cannot revise the history (of comics) - 46e Festival de la Bande Dessinée d'Angoulême” (på engelska). www.bdangouleme.com. 5 januari 2016. http://www.bdangouleme.com/936,the-angouleme-festival-loves-women-but-cannot-revise-the-history-of-comics. Läst 18 november 2019.
12. ↑  Cavna; Michael (8 januari 2016). ”After snubbing women, how Angouleme fest finally bungled its way to the right decision.” (på engelska). Washington Post. https://www.washingtonpost.com/news/comic-riffs/wp/2016/01/08/after-snubbing-women-how-angouleme-fest-finally-bungled-its-way-to-the-right-decision/. Läst 18 november 2019.
13. ↑  ”Angoulême 2016 : Le Festival des couacs - ActuaBD”. www.actuabd.com. 7 januari 2016. https://www.actuabd.com/Angouleme-2016-Le-Festival-des. Läst 18 november 2019.
14. ↑  Macdonald, Heidi. ”French publishers announce boycott of Angoulême after disastrous 2016 festival”. www.comicsbeat.com. https://www.comicsbeat.com/french-publishers-announce-boycott-of-angouleme-after-disastrous-2016-festival/. Läst 18 november 2019.
15. ↑  ”Valerian exhibition at the Angoulême International Comics Festival” (på engelska). BNP Paribas. 27 januari 2017. https://group.bnpparibas/en/news/valerian-exhibition-angouleme-international-comics-festival. Läst 18 november 2019.
16. ↑  Vertaldi, Aurélia (30 januari 2017). ”Angoulême 2017, «une grande cuvée» malgré une affluence en baisse” (på franska). Le Figaro.fr. https://www.lefigaro.fr/bd/2017/01/30/03014-20170130ARTFIG00310-angouleme-2017-une-grande-cuvee-malgre-une-affluence-en-baisse.php. Läst 18 november 2019.
17. ↑  ”Angoulême 2018 : Une sélection qui favorise les petits (...) - ActuaBD”. www.actuabd.com. 2 december 2017. https://www.actuabd.com/Angouleme-2018-Une-selection-qui-favorise-les-petits-labels. Läst 18 november 2019.
18. ↑  Croquet, Pauline (25 januari 2019). ”Angoulême 2019 : Batman, reflet des peurs de l’Amérique” (på franska). lemonde.fr. https://www.lemonde.fr/pixels/article/2019/01/25/festival-bd-d-angouleme-2019-batman-reflet-des-peurs-de-l-amerique_5414278_4408996.html. Läst 18 november 2019.
19. ↑  "Tous les Prix du Festival". Bdangouleme.com. Läst 5 januari 2015. (franska)
20. ↑  "La sélection 2014". Bdangouleme.com. Läst 5 januari 2015. (franska)